# Callistemon pallidus
Callistemon pallidus és una espècie de planta de la família de les Mirtàcies que es distribueix per Nova Gal·les del Sud, Queensland i Victòria. És un arbust perenne que es troba sobre sòls tous i profunds, ben drenats, a llocs rocosos, especialment a muntanyes. És una espècie que s'usa com a cultivar.

## Galeria

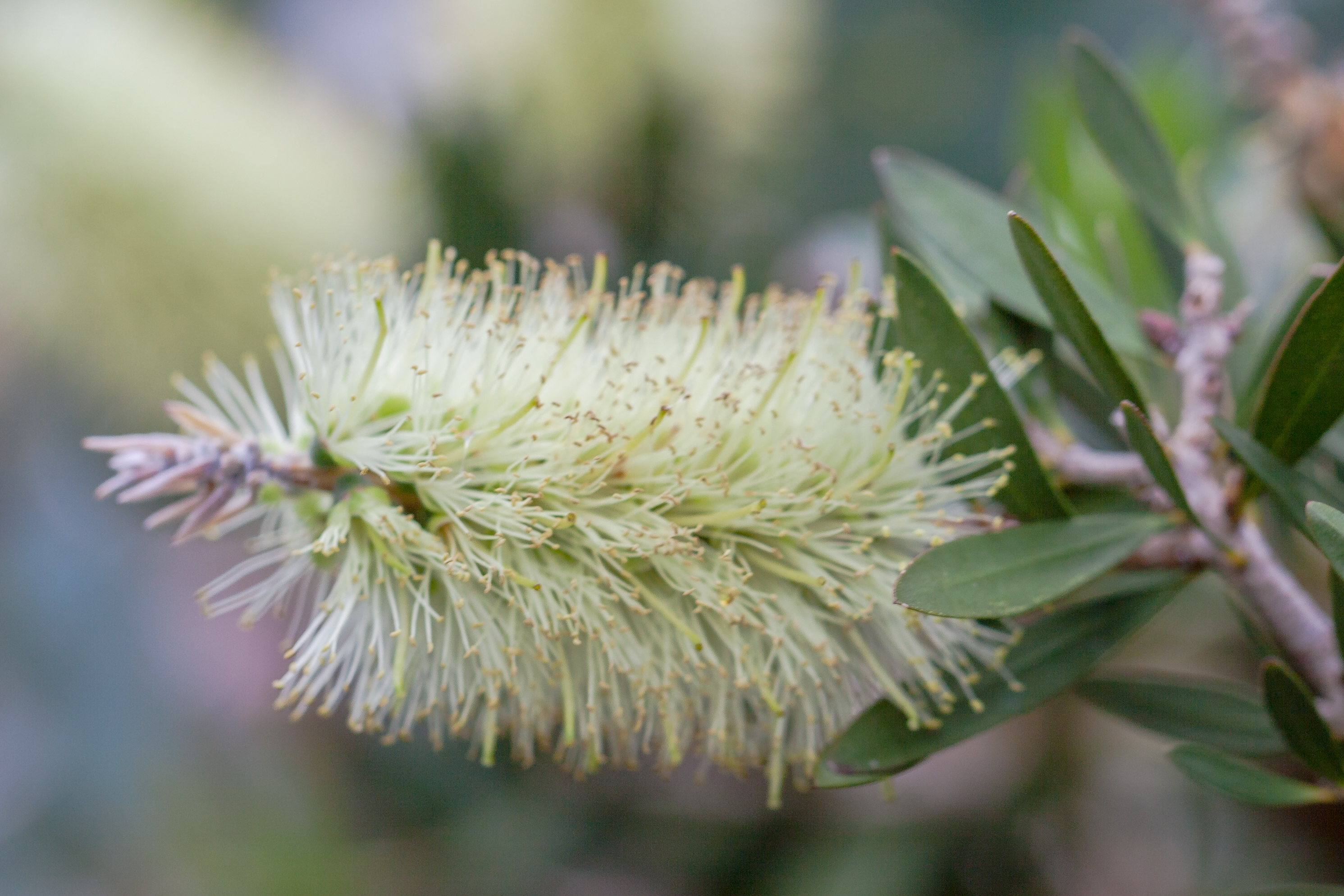
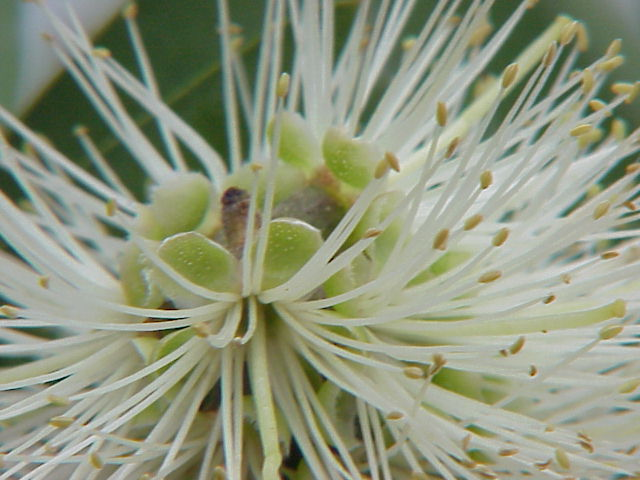
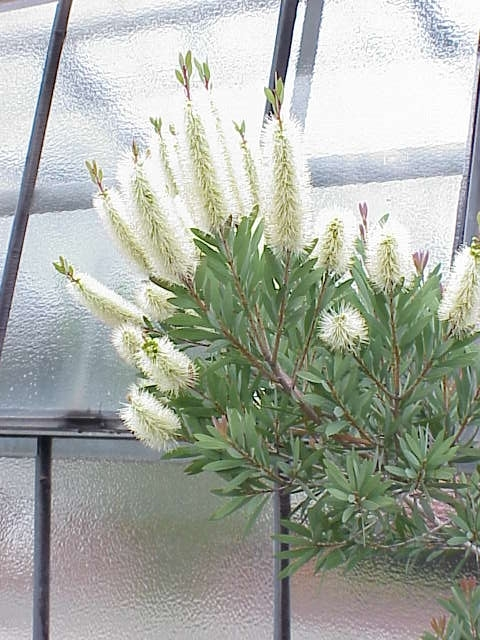
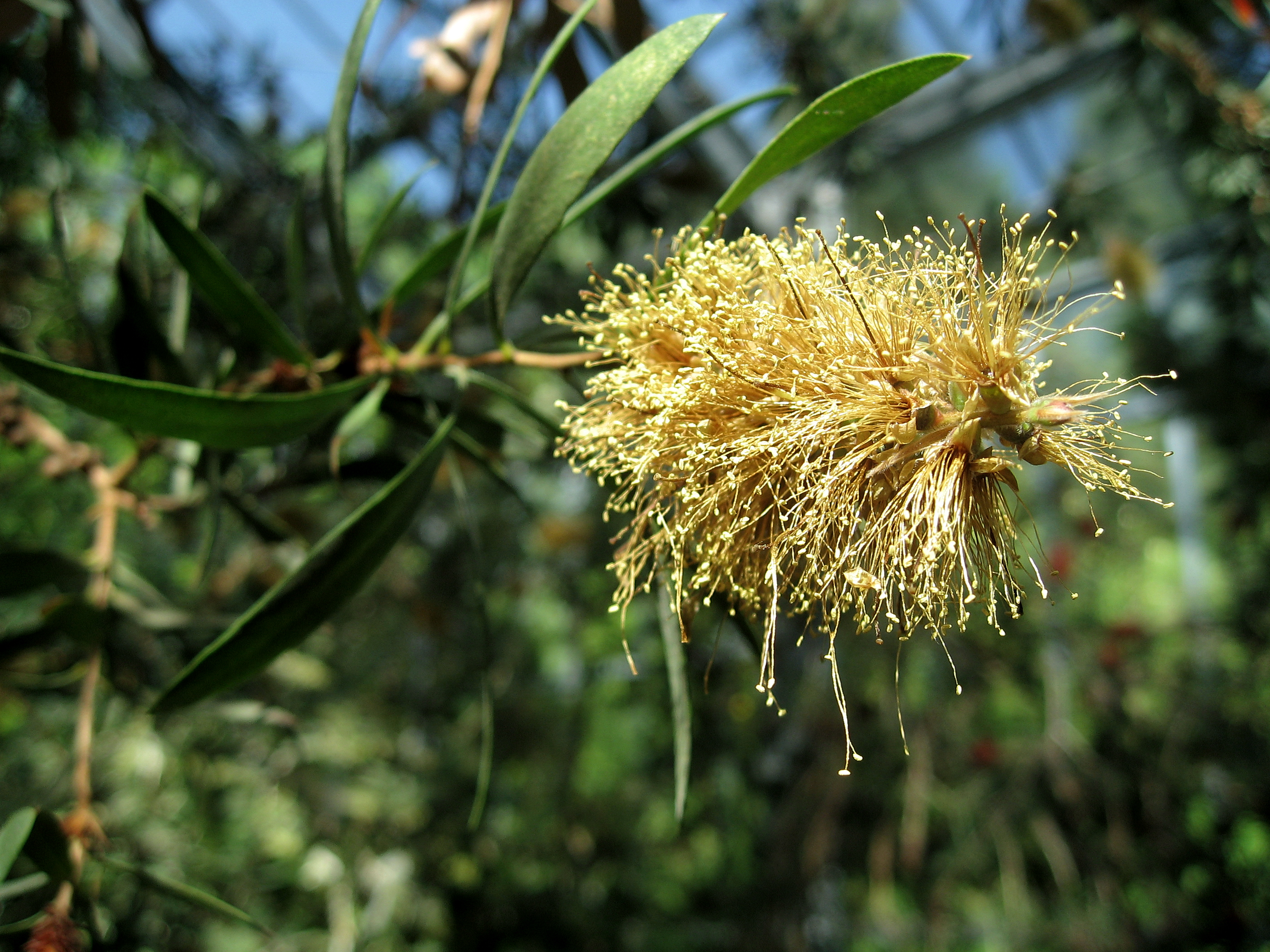